# الفريسة الباردة
الفريسة البرادة (بالنرويجية: Fritt Vilt‏) هو فيلم سلاشر نرويجي إنتاج عام 2006، ومن إخراج راور أوتوغ. عرض لأول مرة في النرويج يوم 13 أكتوبر 2006 وتلقى عددا من الملاحظات الإيجابية، كما وصف بأنه واحد من أفضل أفلام الرعب النرويجية الحديثة.

## القصة
خمسة من الأصدقاء في رحلة التزلج على الجليد. تنقلب رحلتهم من البحث عن الترفية إلى البحث عن النجاة. تبدأ رحلة الرعب. عندما يقع حادث لأحدهم أثناء التزلج وتنكسر قدمه. فيضطرون اللجوء إلى فندق مهجور منذ 25 عام. ليجدوا أنفسهم في مواجهة مرعبة مع قاتل مختل عقليا.

## وصلات خارجية
- الفريسة الباردة على موقع IMDb (الإنجليزية)
- الفريسة الباردة على موقع روتن توميتوز (الإنجليزية)
- الفريسة الباردة على موقع نتفليكس (الإنجليزية)
- الفريسة الباردة على موقع ألو سيني (الفرنسية)
- الفريسة الباردة على موقع Turner Classic Movies (الإنجليزية)
- الفريسة الباردة على موقع أول موفي (الإنجليزية)
- الفريسة الباردة على موقع فيلمافينيتي (الإسبانية)
- الفريسة الباردة على موقع قاعدة بيانات الأفلام السويدية (السويدية)
- الفريسة الباردة على موقع قاعدة بيانات الفيلم (الإنجليزية)
- الفريسة الباردة على موقع ليتربوكسد (الإنجليزية)
- الفريسة الباردة على موقع أول موفي.